# Personalunion (CIC)
Die Personalunion regelt die Zusammenarbeit von Teilkirchen.

## Rechtsformen der Union
Im Recht der römisch-katholischen Kirche gibt es zwei Formen der engeren Zusammenarbeit zweier oder mehrerer Teilkirchen unterhalb der Fusion zu einer einzigen Teilkirche. Personalunionen waren und sind in der römisch-katholischen Kirche weltweit eine Rarität und können nur innerhalb der gleichen Kirchenprovinz geschlossen werden.

### In persona episcopi
Unio in persona episcopi (Vereinigung in der Person des Bischofs) ist der lateinische Ausdruck, der eine Form der Vereinigung zweier oder mehrerer Teilkirchen kennzeichnet. Diese Teilkirchen werden durch einen einzigen Ordinarius geleitet, erfahren aber keine Veränderung ihrer inneren Struktur (z. B. Priesterseminare, Kathedralen, Kanoniker). Diese Personalunion ist die loseste Form einer Vereinigung, die vorübergehend sein kann, aber auch ein Zwischenschritt auf dem Weg zu einer vollständigen Vereinigung sein kann.
Beispiele
- Bistum Santorini vereinigt in persona episcopi mit dem Bistum Syros
- Bistum Huesca vereinigt in persona episcopi mit dem Bistum Jaca
- Bistum Menevia, 2022 mit dem Erzbistum Cardiff in persona episcopi vereinigt und 2024 im Erzbistum Cardiff-Menevia aufgegangen

### Aeque principaliter
Unio aeque principaliter (gleichberechtigte Vereinigung) ist ein fachsprachlicher Begriff, um einen Zusammenschluss von zwei oder mehreren Teilkirchen zu kennzeichnen. Um Fragen über die Machtstellung zu vermeiden, sind die Partner als „gleich wichtig“ zu betrachten. Ein solcher Zusammenschluss folgte häufig einer Unio in persona episcopi (Personalunion in der Person des Bischofs).
Beispiele
- Bistum Prato vereinigt aeque principaliter mit dem Bistum Pistoia (22. September 1653 – 25. Januar 1954)
- Bistum Bitonto vereinigt aeque principaliter mit dem Bistum Ruvo (27. Juni 1818 – 30. September 1982)
- Bistum Zacapa vereinigt aeque principaliter mit der Territorialprälatur Santo Cristo de Esquipulas (seit dem 24. Juni 1986)

## Geschichtliche Wirkungen
Das Leitbild der Unio aeque principaliter im Kirchenrecht wurde zum Vorbild für die 1386 geschlossene Personalunion zwischen dem Königreich Polen und dem Großfürstentum Litauen.